# Patrick Little
Patrick J. Little (* 17. Juni 1884; † 16. Mai 1963) war ein irischer Politiker der Fianna Fáil.

## Biografie
Little war das jüngste von 13 Kindern von Philip Francis Little, dem ersten Premierminister von Neufundland und Labrador, und studierte nach dem Schulbesuch Rechtswissenschaft. Nach Beendigung des Studiums war er als Solicitor sowie später als Journalist tätig.
Seine politische Laufbahn begann bereits früh durch sein Engagement für die irische Unabhängigkeitsbewegung sowie durch seine Teilnahme am Osteraufstand von 1916. 1927 wurde er als Kandidat der Fianna Fáil erstmals zum Abgeordneten (Teachta Dála) des Unterhauses (Dáil Éireann) gewählt und vertrat dort nach neun Wiederwahlen bis 1954 den Wahlkreis Waterford.
Im Februar 1933 wurde er zum Parlamentarischen Sekretär beim Präsidenten des Exekutivrats des Irischen Freistaates, dem späteren Taoiseach, sowie beim Außenminister ernannt und war damit mit Ausnahme von kurzen Unterbrechungen bis September 1939 einer der engsten Mitarbeiter von Éamon de Valera.
Am 27. September 1939 berief ihn Premierminister de Valera zum Minister für Post und Telegrafie in sein Kabinett. Dieses Regierungsamt bekleidete er bis zur Wahlniederlage der Fianna Fáil und dem Ende der Amtszeit de Valeras am 18. Februar 1948.
Nachdem er 1951 nicht wieder von de Valera in dessen neues Kabinett berufen worden war, war er zwischen 1951 und 1956 erster Vorsitzender des neugegründeten Arts Council of Ireland (An Chomhairle Ealaíon). 1954 verzichtete Little auf eine erneute Kandidatur für das Unterhaus und schied aus dem Dáil aus.
Sein Großneffe Ciarán Cuffe ist seit 2002 ebenfalls Teachta Dála und vertritt die Green Party im Unterhaus.